# Järna
Järna este o localitate din Suedia, ea aparține din anul 1971 de comuna Södertälje. Localitatea se întinde pe suprafața de  3,93 km², în anul 2010,  a avut 6.377 locuitori.

## Demografie
| \| Evoluția demografică a zonei urbane Järna, 1970–2015 \| Evoluția demografică a zonei urbane Järna, 1970–2015 \| Evoluția demografică a zonei urbane Järna, 1970–2015 \| Evoluția demografică a zonei urbane Järna, 1970–2015 \| Evoluția demografică a zonei urbane Järna, 1970–2015 \| \| --------------------------------------------------------------------------------------- \| ---------------------------------------------------- \| ---------------------------------------------------- \| ---------------------------------------------------- \| ---------------------------------------------------- \| \| An \| \| \| Locuitori \| \| \| 1970 \| 1970 \| \| 5.715 \| 5.715 \| \| 1975 \| 1975 \| \| 6.237 \| 6.237 \| \| 1980 \| 1980 \| \| 6.198 \| 6.198 \| \| 1990 \| 1990 \| \| 5.849 \| 5.849 \| \| 1995 \| 1995 \| \| 5.669 \| 5.669 \| \| 2000 \| 2000 \| \| 5.796 \| 5.796 \| \| 2005 \| 2005 \| \| 6.284 \| 6.284 \| \| 2010 \| 2010 \| \| 6.377 \| 6.377 \| \| 2015 \| 2015 \| \| 6.038 \| 6.038 \| \| Sursa: SCB - Statistika Centralbyrån, Folkmängden per tätort. Vart femte år 1960 - 2016 \| \| \| \| \| |      |  |           |       |
| Evoluția demografică a zonei urbane Järna, 1970–2015 |      |  |           |       |
| An |      |  | Locuitori |       |
| 1970 | 1970 |  | 5.715     | 5.715 |
| 1975 | 1975 |  | 6.237     | 6.237 |
| 1980 | 1980 |  | 6.198     | 6.198 |
| 1990 | 1990 |  | 5.849     | 5.849 |
| 1995 | 1995 |  | 5.669     | 5.669 |
| 2000 | 2000 |  | 5.796     | 5.796 |
| 2005 | 2005 |  | 6.284     | 6.284 |
| 2010 | 2010 |  | 6.377     | 6.377 |
| 2015 | 2015 |  | 6.038     | 6.038 |
| Sursa: SCB - Statistika Centralbyrån, Folkmängden per tätort. Vart femte år 1960 - 2016 |      |  |           |       |

## Personalități marcante
- Rebecka Hemse, actriță